# El show de Joel McHale con Joel McHale
El show de Joel McHale con Joel McHale es un programa web de comedia televisiva, presentado por el actor Joel McHale. La primera temporada tiene trece episodios, que serán emitidos semanalmente. El programa comenzó el 18 de febrero de 2018, y se emite en Streaming cada domingo en Netflix.

## Premisa
El Show de Joel McHale con Joel McHale tiene “Una mirada aguda y absurda de la cultura pop, y las noticias de todo el mundo, en una rápida pasada sobre todo lo que se habla durante la semana. Incluirá invitados famosos, bocetos de comedias y, por supuesto vídeos de televisión, deportes, política, celebridades y todo lo encontrado en Internet.”
Joel McHale ha descrito cómo estar en Netflix abre el programa a una audiencia más global, permitiéndole cubrir contenido internacional, más allá de Estados Unidos.
Cada capítulo se desarrolla la semana anterior a su estreno para que el contenido que se incluye sea lo más relevante y actual posible. El capítulo incluye una combinación de tomas grabadas durante la semana anterior y otros segmentos grabados con mayor antelación.

## Producción

### Desarrollo
El 19 de enero de 2018 se anunció que Netflix había dado a la producción un programa que consistía en una primera temporada de trece capítulos. El programa está organizado para ser presentado por Joel McHale, quien, a su vez, es productor ejecutivo junto con Paul Feig, K.P Anderson, Jessie Henderson, Brad Stevens y Boyd Vico. Otras productoras como Pyfmy Wolf Productions, Free Period Productions, Feigco Enterteinment o Lionsgate Television, también están involucradas en este programa.
El equipo de producción es una mezcla de nuevos empleados y aquellos que trabajaron con Joel McHale en su anterior programa, The Soup.

### Marketing
El 8 de febrero de 2018 Netflix emitió el primer tráiler oficial del programa.

## Capítulos
| N.º | Título                                     | Fecha de emisión      |
| --- | ------------------------------------------ | --------------------- |
| 1 | "Pickler, guijarros, almohadas y Priestly" | 18 de febrero de 2018 |
| Joel vuelve a la pantalla verde con una visita de Kevin Hart y una vuelta por Netflix, para luego reírse de ciertas palabras sudafricanas y accidentes de coches coreanos. Secciones adicionales: Sports Segment, Joel's International Corner, y The Wonderful World of Weird Guys. Estrellas invitadas: Kevin Hart, Jason Priestley, y Rory Scovel. Invitados especiales: Alison Brie, Mike Colter, Jim Rash, Paul Reiser, y Jodie Sweetin. |                                            |                       |
| 2 | "El fantasma de la pizza"                  | 25 de febrero de 2018 |
| Joel sigue las andanzas de Donnadorable, recibe a Kristen Bell (y a un fantasma) en el estudio y se atreve con la televisión menos convencional de Australia y Nueva Zelanda. Secciones adicionales: Murder Shows, Joel's International Corner, y Joel's Weekly Dump. Estrellas invitadas: Kristen Bell, Paul Feig, y David Oyelowo. |                                            |                       |
| 3 | "Juegos peligrosos"                        | 4 de marzo de 2018    |
| Joel presenta un nuevo lote de colegas de reality shows y se divierte con la cultura pop de la India. Billy Eichner deja caer un aviso funesto sobre Donnadorable. Secciones adicionales: Sports Segment, Joel's International Corner, y Future Garbage. Estrellas invitadas: Billy Eichner, Paul Feig, Tricia Helfer, y Matt Iseman. |                                            |                       |
| 4 | "¿Montaña rusa?"                           | 11 de marzo de 2018   |
| Joel habla con cautela de la televisión japonesa y las rupturas vlogueras de YouTube, Eric Bana lanza un negocio y Eric McCormack explica cómo sentirse más inteligente. Secciones adicionales: Shopping for Shut-ins, Joel's International Corner, y Joel's Weekly Dump. Estrellas invitadas: Eric Bana, Paul Feig, y Eric McCormack. |                                            |                       |
| 5 | "El café está delicioso"                   | 18 de marzo de 2018   |
| Mientras Joel repasa el cine nigeriano, programas que humillan a niños y las novedades de "The Bachelor", Seth Green lanza un mensaje inquietante. Secciones adicionales: Joel's International Corner y Sports Segment. Estrellas invitadas: Seth Green y Paul Feig |                                            |                       |
| 6 | "El apretón de manos ignorado"             | 25 de marzo de 2018   |
| Drew Barrymore y Timothy Olyphant se pasan por el programa, Adam DeVine convoca a la familia y vuelve un personaje fascinante. Además, veremos campañas rarísimas de Kickstarter. Secciones adicionales: Joel's International Corner, Go Fund Yourself, y The Last Clip Of The Entire Show That's Also Pretty Funny™. Estrellas invitadas: Drew Barrymore, Adam DeVine, Paul Feig, y Timothy Olyphant.                                       |                                            |                       |
| 7 | "Gracias, Lasagna"                         | 1 de abril de 2018    |
| Gabriel Iglesias promociona su otro negocio. Rusell Wilson y Kate Flannery venden suplementos deportivos más raros todavía que el nombre de la invitada de "Maury". Secciones adicionales: Joel’s International Corner, The Wonderful World of Weird Guys, Sports Segment, y The Last Clip Of The Entire Show That's Also Pretty Funny™. Estrellas invitadas: Kate Flannery, Gabriel Iglesias, y Russell Wilson.                             |                                            |                       |
| 8 | "Saltar a Joel"                            | 8 de abril de 2018    |
| Bill Nye presume de un invento inspirado en Netflix mientras Joel presenta tecnologías espeluznantes y muestra el lamentable final de un clásico familiar. Secciones adicionales: Joel's International Corner, Future Garbage, and The Last Clip Of The Entire Show That's Also Pretty Funny™. Estrellas invitadas: Paul Feig, Galen Gering, Bill Nye, and Kevin Rahm.                                                                       |                                            |                       |